# 叙德霍尔茨
叙德霍尔茨是德国梅克伦堡-前波美拉尼亚州的一个市镇。总面积149.08平方公里，总人口4004人，其中男性2082人，女性1922人（2011年12月31日），人口密度27人/平方公里。